# 榎津神社
榎津神社（えのきづじんじゃ）は、長崎県新上五島町榎津郷に鎮座する神社である。

## 祭神
菅原道真公、春彦大神の2柱を主祭神に、大物主神、海童神、崇神天皇、日本武尊、素戔男尊、大国主神、香具都智神の7柱を配祀する。
菅原道真公と春彦大神を合わせて菅原大神とも称し、これで1柱とする場合もある。配祀神中の大物主神、海童神、崇神天皇は琴平神社の、日本武尊は白鳥神社の、素戔男尊は八坂神社の、大国主神は若宮神社の、香具都智神は秋葉神社の祭神である。

## 歴史

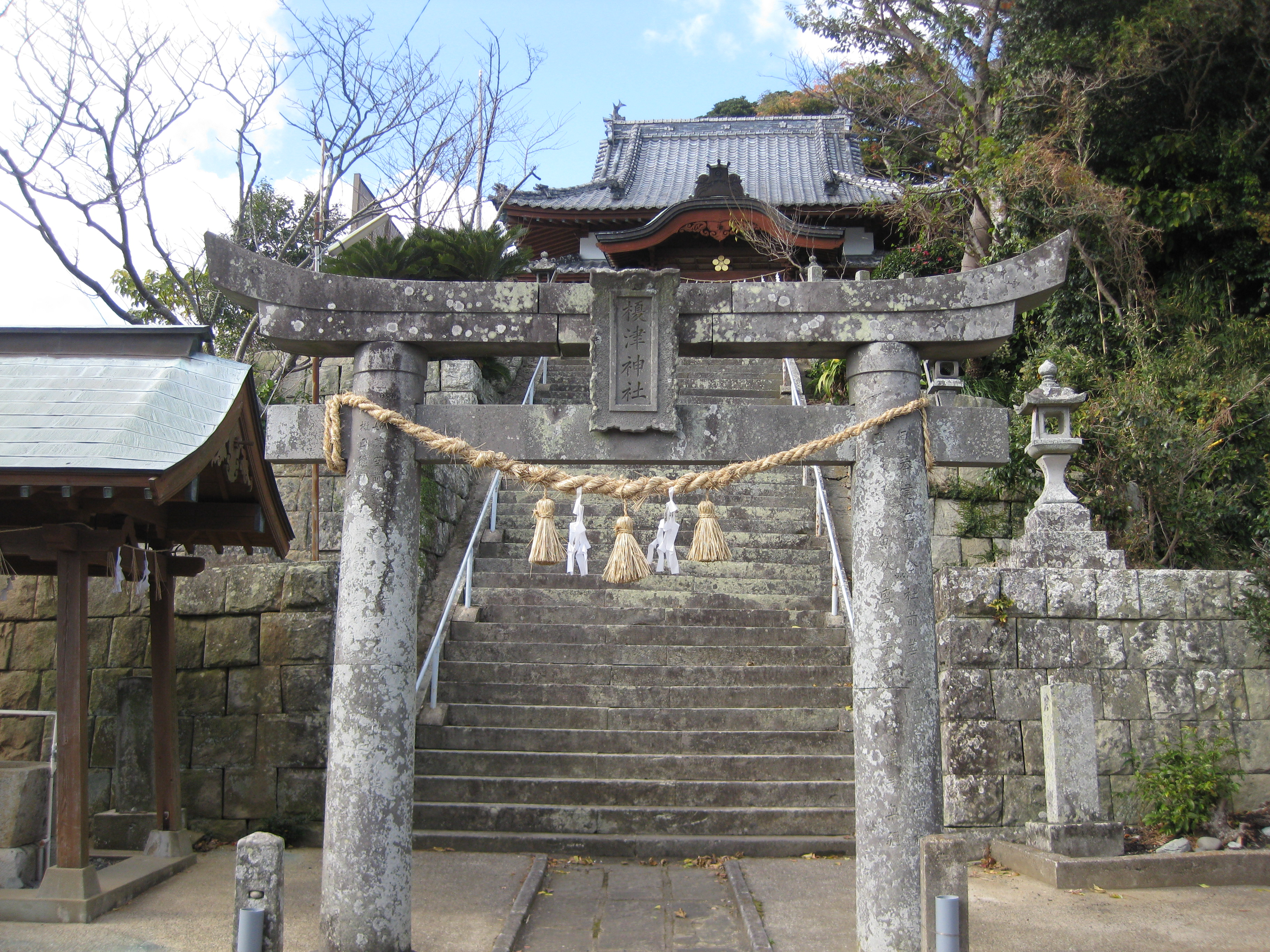
二の鳥居

創建は建仁3年（1203年）10月25日。当初は別の場所に鎮座しており、元禄5年（1692年）に現在地に奉遷された。享和2年（1802年）には主祭神である菅原道真公の没後900年の祭典が行われた。
明治7年（1874年）5月5日に村社に列せられる。また、社号はこれまで「天満宮」としていたが、同25年（1892年）に現在の社号に変更する。同41年（1908年）7月、郷内の白鳥神社、若宮神社、琴平神社を合祀。昭和8年（1933年）10月20日に神饌幣帛料供進神社に指定された。

## 祭祀

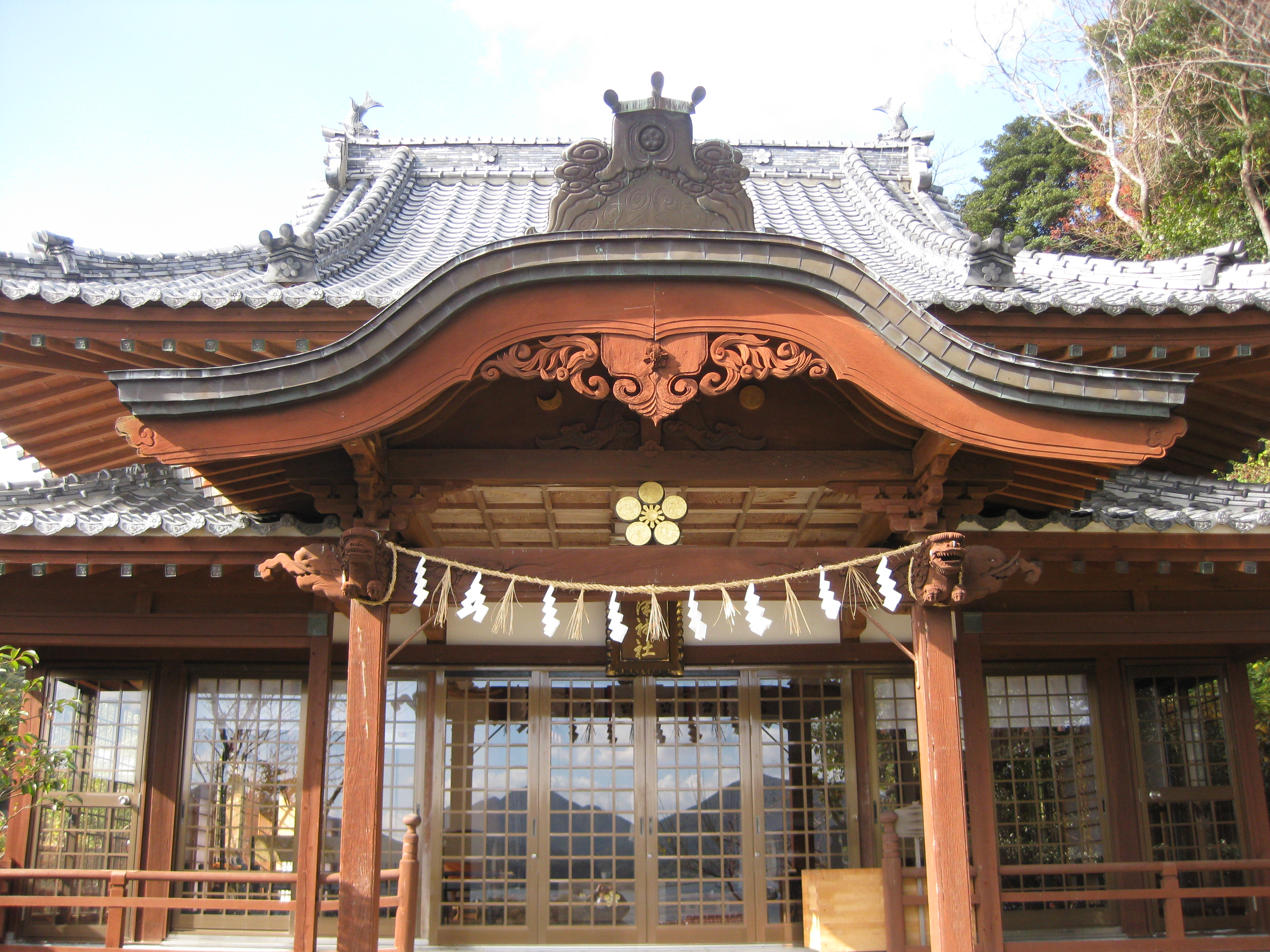
社殿

主な祭礼・神事
- 元旦祭（1月1日）
- 初祈祷（1月8日）
- 星祭（1月10日）
- 御夜おこし（1月15日）
- 水神祭（4月4日）
- 夏越祭（6月30日）
- 祇園祭（7月14、15日）
- 竜神祭（9月25日）
- 七五三祭（11月15日）
- 例大祭（11月24、25日）
- 大祓式（12月31日）

## 境内社
- 若宮神社

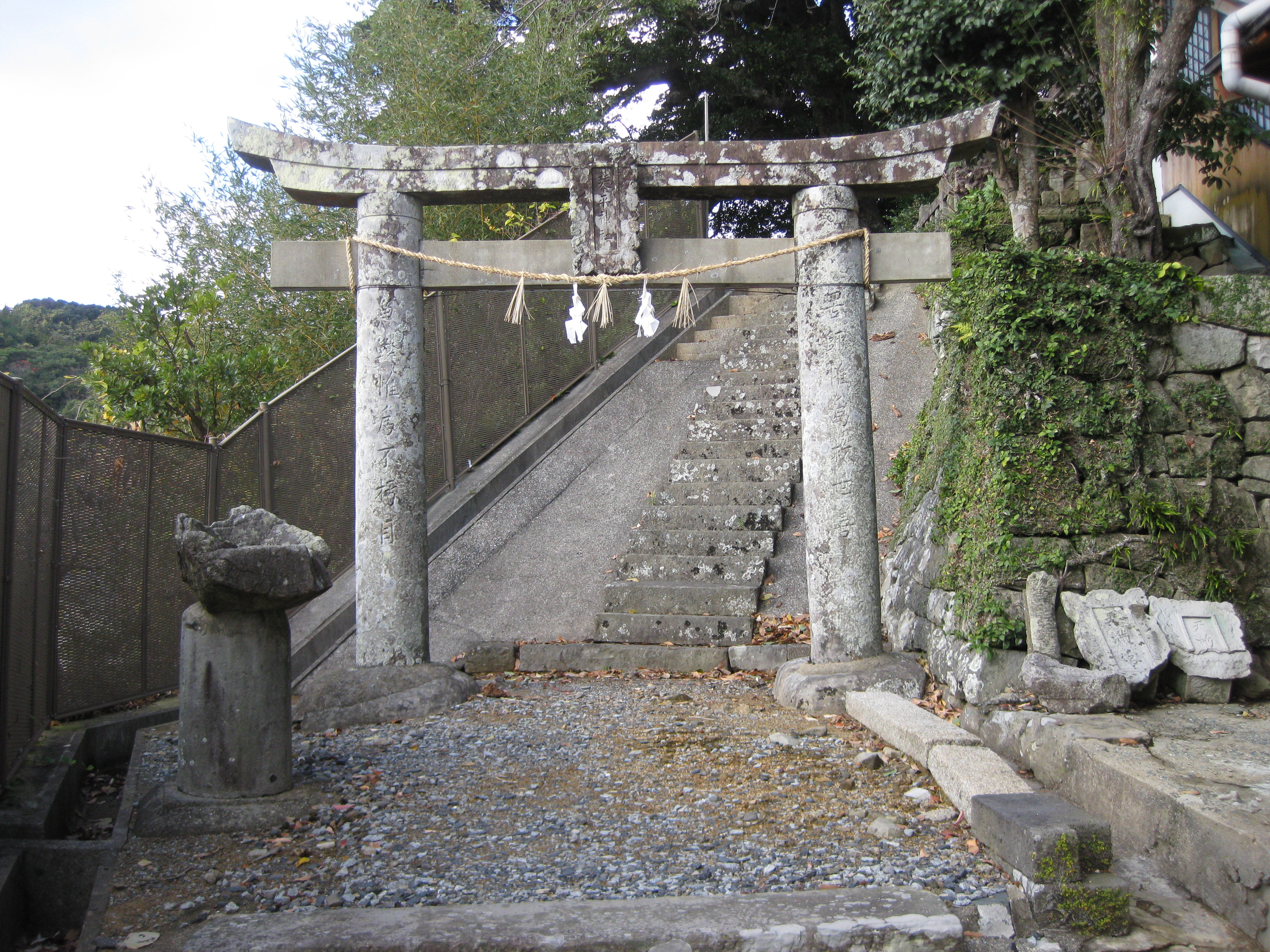
琴平神社・一の鳥居

- 琴平神社 ※一の鳥居は天保4年（1833年）正月、時の五島藩藩主の寄進による。
- 八坂神社
- 秋葉神社
- 白鳥神社

## その他の神社
その他の榎津郷の神社に稲荷神社がある。
また隣接する浦桑郷に祖父君神社が、丸尾郷に丸尾神社がある。

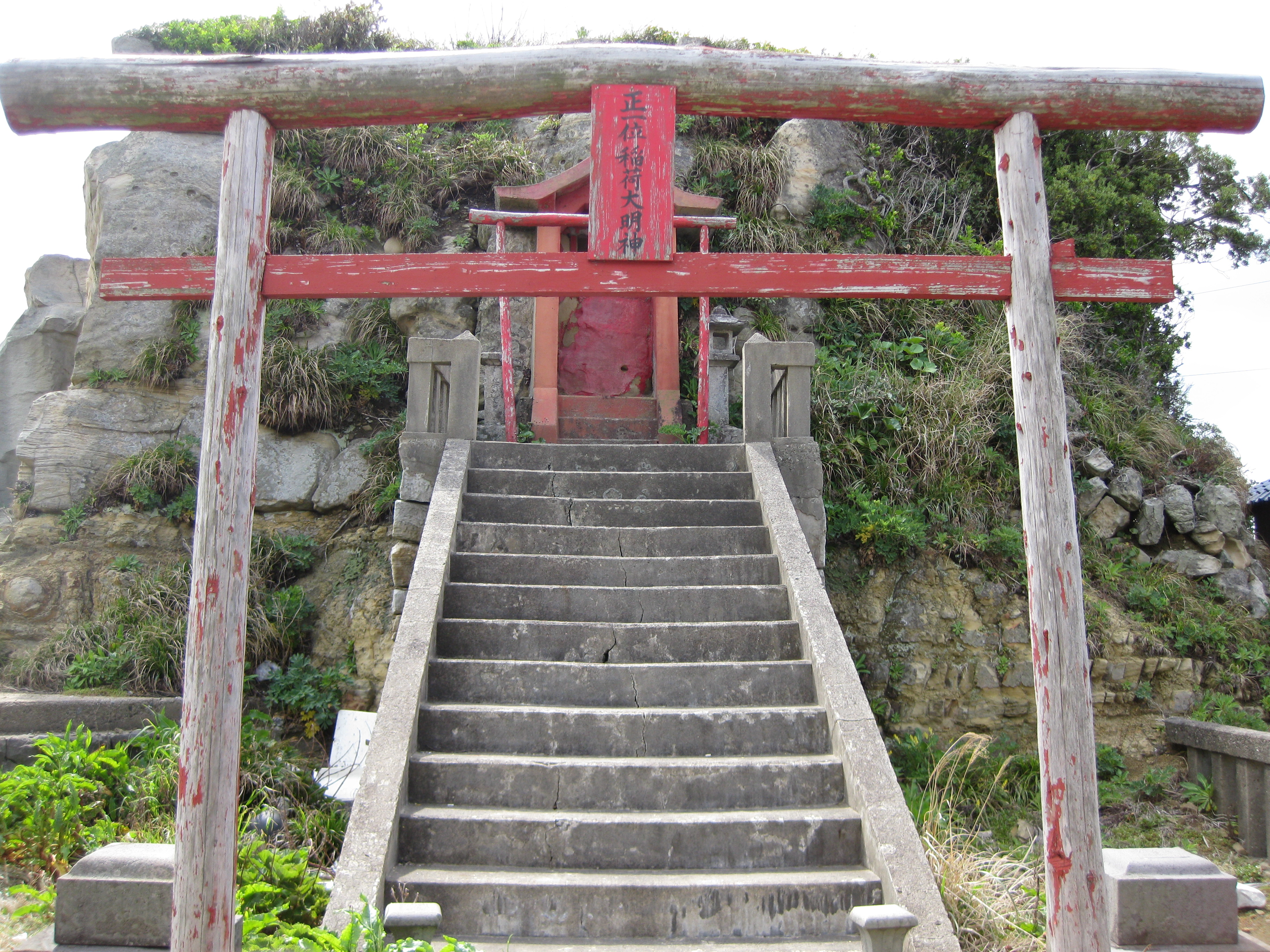
稲荷神社
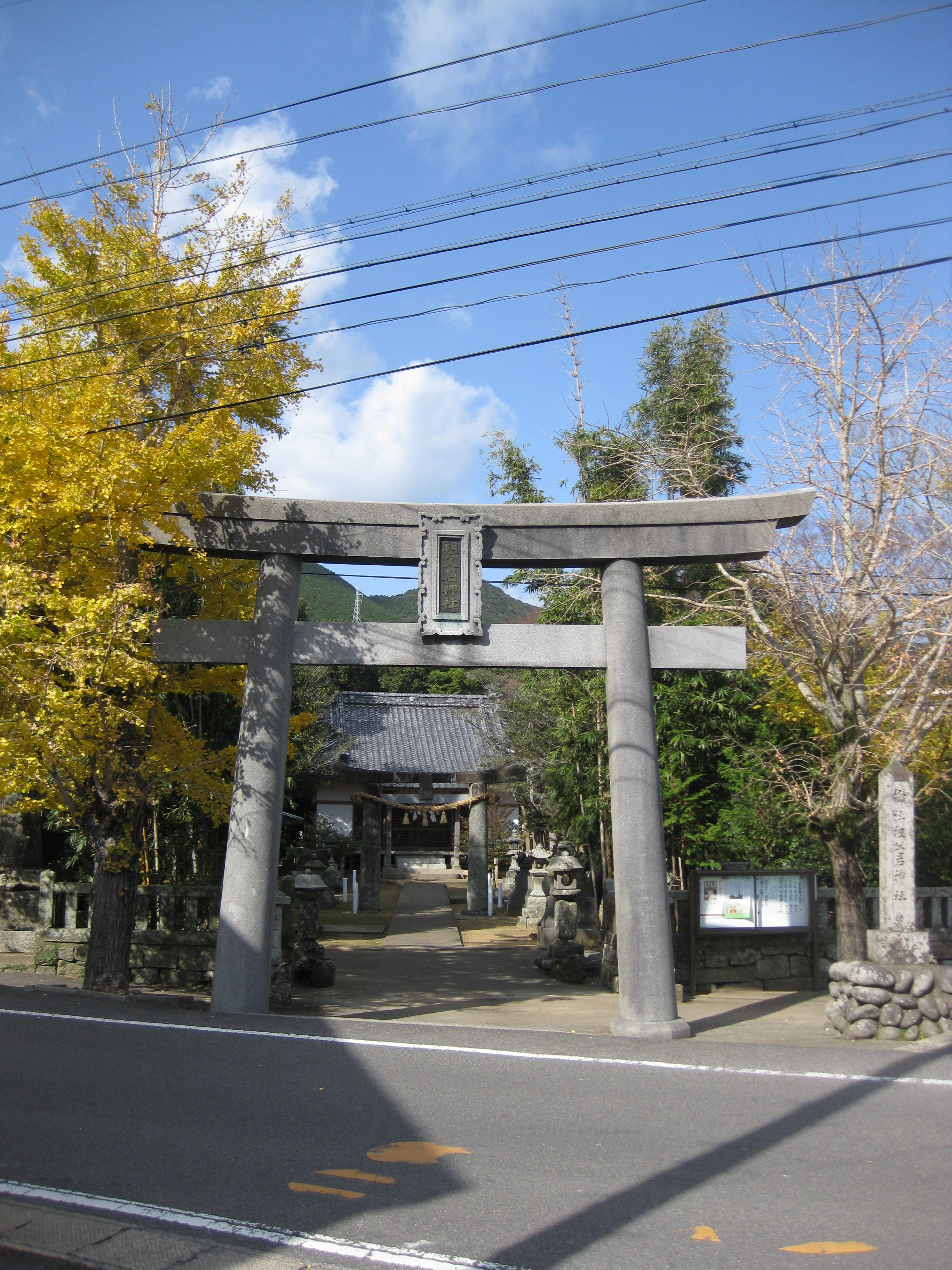
祖父君神社（浦桑郷）
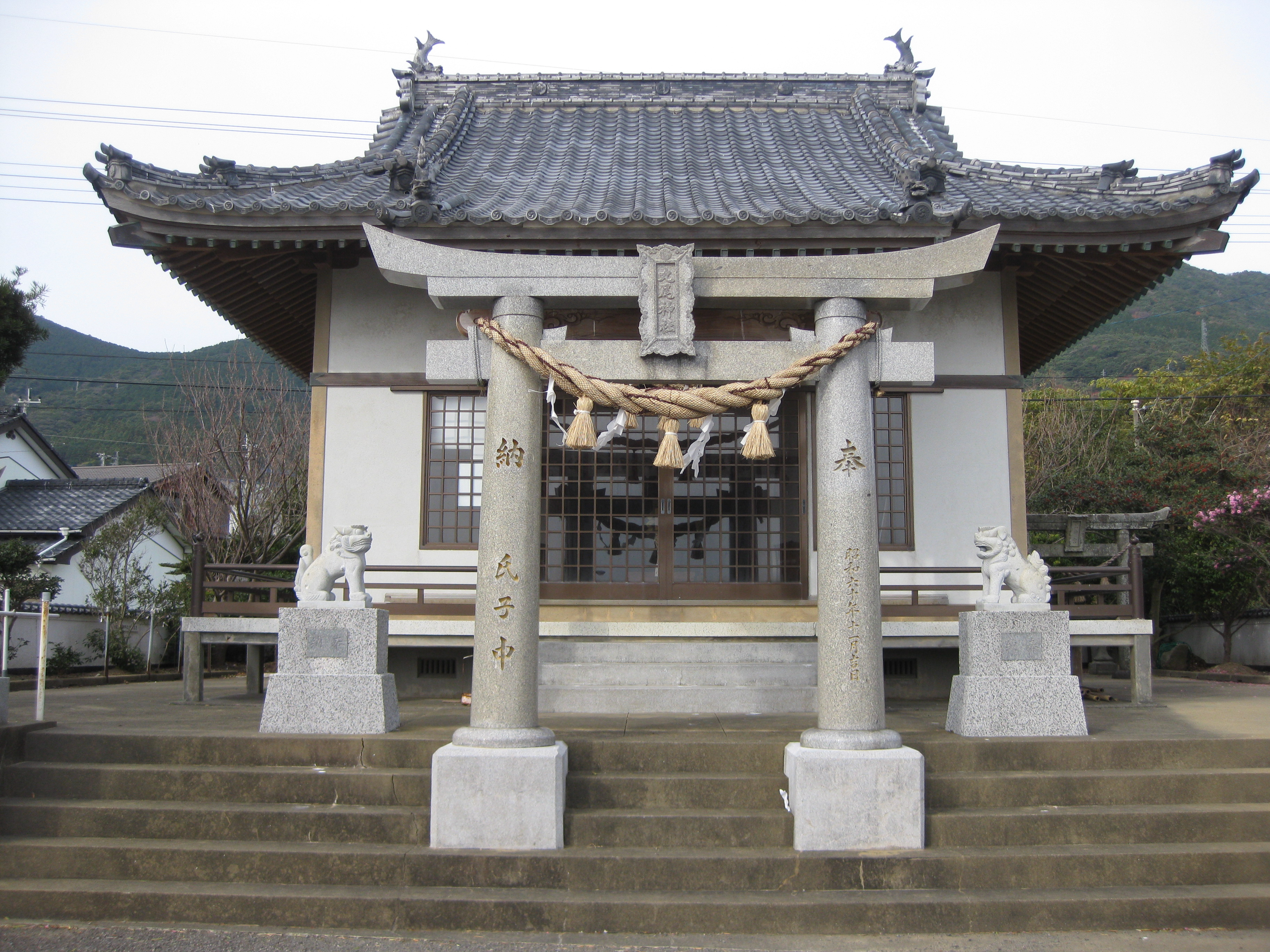
丸尾神社（丸尾郷）